# UD Las Palmas
UD Las Palmas (formalnie Unión Deportiva Las Palmas) – hiszpański klub piłkarski z Las Palmas w regionie i archipelagu Wyspy Kanaryjskie, założony 22 sierpnia 1949. Domowe spotkania rozgrywa na największym stadionie Wysp Kanaryjskich – Estadio Gran Canaria o pojemności 32 392 widzów. Obecnie drużyna występuje w Segunda División.

## Osiągnięcia
- Primera División:
2. miejsce (1): 1968/1969
3. miejsce (1): 1967/1968
4. miejsce (1): 1976/1977
5. miejsce (1): 1971/1972
- Puchar Hiszpanii: 
finalista (1): 1977/78
półfinalista (3): 1973/74, 1983/84, 1996/97
ćwierćfinalista (4): 1957/58, 1974/75, 1975/76, 2015/16

## Statystyki
- Primera División: 34 sezony
- Segunda División: 25 sezonów
- Segunda División B: 6 sezonów
- W 1978 finał Pucharu Króla Hiszpanii (1:3 z FC Barcelona)

## Europejskie puchary
Legenda do wszystkich tabel:
- Q – runda eliminacyjna, 1/16, 1/8, 1/4, 1/2 – odpowiednia faza rozgrywek, Grupa – runda grupowa, 1r gr – pierwsza runda grupowa, 2r gr – druga runda grupowa, F – finał, R – runda, PO – play-off
- k. – rzuty karne, los. – losowanie, Dogr. – dogrywka, w. – zasada bramek strzelonych na wyjeździe

| Sezon   | Rozgrywki              | Runda | Przeciwnik        | Dom | Wyjazd | Ogólnie |
| ------- | ---------------------- | ----- | ----------------- | --- | ------ | ------- |
| 1969/70 | Puchar Miast Targowych | 1R    | Hertha BSC        | 0–0 | 0–1    | 0–1     |
| 1972/73 | Puchar UEFA            | 1R    | Torino FC         | 4–0 | 0–2    | 4–2     |
| 1972/73 | Puchar UEFA            | 2R    | Slovan Bratysława | 2–2 | 1–0    | 3–2     |
| 1972/73 | Puchar UEFA            | 1/8   | FC Twente         | 2–1 | 0–3    | 2–4     |
| 1977/78 | Puchar UEFA            | 1R    | Sloboda Tuzla     | 5–0 | 3–4    | 8–4     |
| 1977/78 | Puchar UEFA            | 2R    | Ipswich Town      | 3–3 | 0–1    | 3–4     |

### Szczegóły spotkań
- Puchar Miast Targowych 1969/1970

I runda
17.09.1969 UD Las Palmas - Hertha BSC 0:0
I runda - rewanż
01.10.1969 Hertha BSC - UD Las Palmas 1:0 (0:0)
- Puchar UEFA 1972/1973

I runda
13.09.1972 Torino Calcio - UD Las Palmas 2:0 (2:0)
I runda - rewanż
27.09.1972 UD Las Palmas - Torino Calcio 4:0 (2:0)
Bramki dla Las Palmas: Soto (5, 48 min.), Germán (40, 74 min.)
II runda
25.10.1972 UD Las Palmas - Slovan Bratysława 2:2 (1:0)
Bramki dla Las Palmas: Soto (37, 78 min.)
II runda - rewanż
08.11.1972 Slovan Bratysława - UD Las Palmas 0:1 (0:0)
III runda
29.11.1972 FC Twente - UD Las Palmas 3:0 (2:0)
III runda - rewanż
13.12.1972 UD Las Palmas - FC Twente 2:1 (1:0)
Bramki dla Las Palmas: Noly (44 min.), Germán (67 min.)
- Puchar UEFA 1977/1978

I runda
14.09.1977 UD Las Palmas - FK Sloboda Tuzla 5:0 (2:0)
Bramki dla Las Palmas: Maciel (10 min.), Juani (22 min.), Morete (69, 78 min.), Jorge (81 min.)
I runda - rewanż
28.09.1977 FK Sloboda Tuzla - UD Las Palmas 4:3 (1:2)
Bramki dla Las Palmas: Morete (15, 82 min.), Maciel (45 min.)
II runda
19.10.1977 Ipswich Town - UD Las Palmas 1:0 (1:0)
II runda - rewanż
02.11.1977 UD Las Palmas - Ipswich Town 3:3 (1:2)
Bramka dla Las Palmas: Morete (24, 55 min.), Fernández (76 min.)

## Zawodnicy

### Obecny skład
Stan na 31 stycznia 2023
| Nr | Poz. | Piłkarz                                 |
| -- | ---- | --------------------------------------- |
| 1  | BR   | Álex Domínguez                          |
| 2  | PO   | Marvin Park (wypożyczony z Real Madrid) |
| 3  | OB   | Sergi Cardona                           |
| 4  | OB   | Álex Suárez                             |
| 5  | OB   | Enrique Clemente                        |
| 6  | OB   | Eric Curbelo                            |
| 7  | NA   | Vitolo (wypożyczony z Atlético Madrid)  |
| 8  | PO   | Fabio González                          |
| 9  | NA   | Sandro Ramírez (wypożyczony z Huesca)   |
| 10 | PO   | Alberto Moleiro                         |
| 11 | NA   | Loren Morón (wypożyczony z Betis)       |
| 12 | PO   | Enzo Loiodice                           |
| 13 | BR   | Álvaro Valles                           |
| 14 | OB   | Álvaro Lemos                            |
| 15 | PO   | Álvaro Jiménez (wypożyczony z Cádiz)    |

| Nr | Poz. | Piłkarz                     |
| -- | ---- | --------------------------- |
| 16 | NA   | Florin Andone               |
| 17 | PO   | Óscar Clemente              |
| 18 | OB   | Sidnei                      |
| 19 | NA   | Marc Cardona                |
| 20 | PO   | Kirian Rodríguez            |
| 21 | PO   | Jonathan Viera (kapitan)    |
| 22 | PO   | Omenuke Mfulu (wicekapitan) |
| 23 | OB   | Saúl Coco                   |
| 24 | NA   | Pejiño                      |
| 25 | PO   | Wilfrid Kaptoum             |
| 26 | OB   | Alejandro Palanca           |
| 27 | NA   | Ale García                  |
| 28 | PO   | Julen Pérez                 |
| 30 | BR   | Javier Cendón               |
|    | NA   | Benito Ramírez              |

### Piłkarze na wypożyczeniu
| Nr | Poz. | Piłkarz                                                     |
| -- | ---- | ----------------------------------------------------------- |
|    | NA   | Pedro Domínguez (w Zhejiang Greentown do 30 listopada 2019) |